# Matteo Tosatto
Mauro Matteo Tosatto (Castelfranco Veneto, 14 maggio 1974) è un dirigente sportivo ed ex ciclista su strada italiano, professionista dal 1997 al 2016. Dal 2024 è direttore sportivo del Tudor Pro Cycling Team. Detiene il record per il maggior numero di grandi giri completati, 28. 

## Carriera
Originario di Vallà di Riese Pio X, passa professionista nel 1997 con la MG Maglificio-Technogym di Giancarlo Ferretti. Passista veloce, tra 2000 e 2005 corre per la Fassa Bortolo, sempre diretto da Ferretti, lavorando spesso da gregario per atleti come Alessandro Petacchi; nel 2000 vince una tappa alla Parigi-Nizza e veste la maglia rosa al Giro d'Italia per tre giorni, al Giro 2001 vince la tappa di Montebelluna, mentre nel 2002, dopo la vittoria nella Coppa Placci, si guadagna la convocazione in Nazionale per il mondiale su strada di Zolder (a trionfare è l'azzurro Mario Cipollini).
Dalla stagione 2006 al 2010 corre per la Quick Step, formazione ProTour diretta da Patrick Lefevere. Il 21 luglio del 2006 vince in volata la diciottesima tappa del Tour de France, la Morzine-Mâcon di 197 km: la vittoria giunge dopo una lunga fuga iniziata al 48º km; tra i suoi compagni di fuga anche il mantovano Cristian Moreni, secondo battuto allo sprint, e Manuel Quinziato, quarto. Grazie a questa e ad altre buone prestazioni, Tosatto si guadagna la convocazione per il mondiale su strada di Salisburgo, dove è autore di una lunga fuga e dove contribuisce al successo del capitano Paolo Bettini.
Nell'annata seguente partecipa al Giro d'Italia e al Tour de France, ed in quest'ultima corsa ottiene il miglior piazzamento stagionale, il sesto posto nella 17ª tappa con arrivo a Castelsarrasin. Viene convocato nuovamente per il campionato del mondo a Stoccarda e contribuisce al secondo successo di Paolo Bettini.
Nel 2008, dopo aver corso Tour de France e Vuelta a España, viene ancora chiamato per il campionato del mondo di Varese: questa volta ad imporsi è il suo concittadino castellano Alessandro Ballan. L'anno dopo partecipa ancora al Tour de France mentre nel 2010 è al via di Giro d'Italia e Vuelta a España; il nuovo commissario tecnico Paolo Bettini lo convoca quindi in Nazionale per il campionato mondiale 2010 di Melbourne.
Dal 2011 al 2016 veste la divisa del team Saxo Bank/Tinkoff, diretto prima da Bjarne Riis e poi da Steven de Jongh, svolgendo ruoli di gregariato per Alberto Contador e Peter Sagan. Abbandona le corse a fine 2016, dopo il Giro di Lombardia, a 42 anni di età. In 20 stagioni tra i professionisti ha il record assoluto di 34 partecipazioni ai Grandi Giri, ma anche 17 partecipazioni alla Milano-Sanremo e 14 alla Parigi-Roubaix.
Dal 2017 è direttore sportivo del Team Sky, divenuto Team Ineos nell'aprile 2019.

## Palmarès
- 1998

Giro del Medio Brenta
- 2000

5ª tappa Parigi-Nizza (Berre-l'Étang > Sisteron)
- 2001

12ª tappa Giro d'Italia (Gradisca d'Isonzo > Montebelluna)
- 2002

Coppa Placci
- 2004

Gran Premio del Canton Argovia
Giro di Toscana
- 2006

18ª tappa Tour de France (Morzine > Mâcon)

### Altri successi
- 2001

Classifica combattività Parigi-Nizza
- 2002

Classifica scalatori Regio-Tour
- 2005

Memorial Giancarlo Fior e Giorgio Lago
- 2007

1ª tappa Tour of Qatar (Doha Corniche, cronosquadre)
- 2008

1ª tappa Tour of Qatar (Doha > Doha, cronosquadre)

## Piazzamenti

### Grandi Giri
- Giro d'Italia

1999: 43º
2000: non partito (17ª tappa)
2001: 50º
2002: 63º
2003: fuori tempo (18ª tappa)
2004: 107º
2005: 122º
2007: 94º
2010: 56º
2011: 136º
2012: 104º
2015: 112º
2016: 107º
- Tour de France

1997: 132º
2001: 60º
2004: 110º
2006: 125º
2007: 108º
2008: 96º
2009: 114º
2011: 123º
2013: 92º
2014: 119º
2015: 132º
2016: 145º
- Vuelta a España

2003: 134º
2005: ritirato (18ª tappa)
2006: ritirato (17ª tappa)
2008: ritirato (18ª tappa)
2009: ritirato (19ª tappa)
2010: 67º
2012: 135º
2013: 115º
2014: 120º

### Classiche monumento
- Milano-Sanremo

1998: ritirato
1999: 34º
2000: 95º
2001: 109º
2003: 109º
2004: 91º
2005: 61º
2006: 104º
2007: 78º
2008: 61º
2009: 43º
2010: 68º
2011: 21º
2012: 72º
2013: 99º
2015: 148º
2016: 100º
- Giro delle Fiandre

1998: ritirato
2000: 41º
2001: 30º
2003: 55º
2008: 60º
2009: 40º
2010: 62º
2011: 30º
2012: 47º
2013: 63º
2015: 101º
- Parigi-Roubaix

1997: 72º
1998: ritirato
1999: 47º
2000: ritirato
2001: ritirato
2004: ritirato
2007: ritirato
2008: 51º
2009: ritirato
2010: fuori tempo
2011: 31º
2012: 7º
2013: 87º
2015: 93º
- Liegi-Bastogne-Liegi

1998: 58º
2007: ritirato
- Giro di Lombardia

2002: 41º
2003: ritirato
2006: 36º
2007: 101º
2008: 15º
2009: 59º
2010: ritirato
2011: ritirato
2012: 46º
2014: ritirato
2016: ritirato

### Competizioni mondiali
- Campionati del mondo

Zolder 2002 - In linea Elite: 84º
Madrid 2005 - In linea Elite: 66º
Salisburgo 2006 - In linea Elite: ritirato
Stoccarda 2007 - In linea Elite: ritirato
Varese 2008 - In linea Elite: 30º
Melbourne 2010 - In linea Elite: ritirato
Copenaghen 2011 - In linea Elite:  104º